# Phrynoponera heteroda
Phrynoponera heteroda är en myrart som beskrevs av Wheeler 1922. Phrynoponera heteroda ingår i släktet Phrynoponera och familjen myror. Inga underarter finns listade i Catalogue of Life.